# It's a Hard Life
It's a Hard Life è una canzone dei Queen, scritta da Freddie Mercury ed estratta come terzo singolo dall'album The Works del 1984. Il brano è anche stato incluso nella raccolta di successi Greatest Hits II, del 1991.

## Descrizione
L’apertura della canzone si basa sulla linea "Ridi, Pagliaccio, sul tuo amore infranto" tratto da Vesti La Giubba, un'aria dell'opera Pagliacci di Ruggero Leoncavallo.
Musicalmente, la canzone ricrea l'atmosfera di Play the Game, utilizzando il pianoforte di Mercury e la tecnica caratteristica della band basata su armonie stratificate. Venne registrata seguendo le caratteristiche degli album degli anni settanta, essendo assente ogni tipo di sintetizzatore, e l'assolo di chitarra è stato definito da Brian May "molto Bo-Rhap".  La band stava usando i sintetizzatori dal 1980 con The Game e il gesto di tornare al tradizionale suono dei Queen fu inaspettato.

## Video musicale
Il video è uno dei più particolari del gruppo e vede i componenti in abiti dell'epoca elisabettiana, con Freddie Mercury vestito da quello che i Queen definirono scherzosamente "l'abito del gambero mediterraneo gigante". Nonostante fosse uno dei video preferiti da Mercury e uno dei più divertenti del loro repertorio, gli altri tre membri della band lo reputarono troppo bizzarro per il tema della canzone e Roger Taylor, nel Greatest Video Hits 2, lo commentò dicendo: "In questo video sembriamo più stupidi di chiunque altro mai apparso in un videoclip" e "Amo questa canzone, ma odio davvero questo video". Il video venne girato a poche settimane dalla rottura ai legamenti della gamba di Freddie, che infatti rimane fermo o cammina molto lentamente per tutta la durata dello stesso.

## Tracce
Versione 7" 1984 e 2010 (The Singles Collection Volume 3)
1. It's a Hard Life – 4:10
2. Is This the World We Created...? – 2:13

Versione 12" 1984
1. It's a Hard Life – 4:10
2. Is This the World We Created...? – 2:13
3. It's a Hard Life (Extended edition) – 5:05

Versione 12" 1984, con "picture sleeve"
1. It's a Hard Life (Extended version) – 5:05
2. Is This the World We Created...? – 2:13

## Versioni
- Album/Single version - 4:10
- Extended version - 5:05 - pubblicata sul singolo 12" originale del 1984 e, successivamente, inserita nella raccolta The 12" Collection.

## Versioni live
- Il brano fece parte della scaletta dei concerti live dal 1984 al 1985 durante il The Works Tour, il penultimo tour della band eseguito con Freddie Mercury.

## Formazione
- Freddie Mercury - voce, pianoforte
- Brian May - chitarra, cori
- Roger Taylor - batteria, cori
- John Deacon - basso

## Classifiche
| Classifica (1984) | Posizione massima |
| ----------------- | ----------------- |
| Australia         | 65                |
| Belgio (Fiandre)  | 31                |
| Germania          | 26                |
| Irlanda           | 2                 |
| Nuova Zelanda     | 30                |
| Paesi Bassi       | 20                |
| Regno Unito       | 6                 |
| Stati Uniti       | 72                |